# Генріх Мартенс
Генріх Мартенс (нім. Heinrich Martens, нар. 1956 року, Донецьк, Українська РСР) — представник культури російських німців. Мартенс є засновником і головою Міжнародної спілки німецької культури, головою Федеральної національно-культурної автономії російських німців, а також засновником та видавцем «Московської німецької газети».

## Життєпис
Генріх Мартенс народився у 1956 році в місті Донецьк у родині, що походила від російських менонітів. У 1974 році закінчив середню школу і до 1981 року працював, зокрема, у науково-дослідному відділі технічних засобів навчання Донецького державного університету. У 1986 році Мартенс закінчив Донецький політехнічний інститут за спеціальністю «гірничий інженер» і до 1991 року працював у вугільній промисловості Радянського Союзу. У наступні роки Генріх Мартенс активно працював у сфері національної політики в Росії, а також на міжнародному рівні, переважно культурними інтересами російських німців. Він одружений з Ольгою Мартенс і до 2022 року проживав у Москві, після чого подружжя емігрувало до Німеччини.

## Діяльність на користь німців у Росії
У 1989 році Мартенс заснував Донецьке обласне товариство радянських німців «Відродження» (нім. Wiedergeburt), а в 1991 році — Міжнародну спілку німецької культури, головою якої він є донині.
З 1991 року Генріх Мартенс організував численні всеросійські та міжрегіональні культурні фестивалі, а також освітні та мовні проєкти, які фінансували переважно органи влади Російської Федерації. З 1992 року Мартенс є членом «Міжурядової німецько-російської комісії з проблем російських німців». У середині 1990-х років Мартенс ініціював створення Молодіжного об'єднання російських німців (нім. Jugendring der Russlanddeutschen), міжрегіональної громадської організації в Росії.
У 1997—1998 роках Генріх Мартенс організував відновлення видання газети «Московської німецької газети», видавцем якої він є дотепер. Крім того, Мартенс заснував російсько-німецьке видавництво «МСНК-Прес» (нім. IVDK-Press) та дитячий журнал Шрумдірум (нім. Schrumdirum), який водночас використовується як підручник німецької мови для дітей.
Мартенс з 2004 року є учасником засідань німецько-російського форуму Петербурзький діалог, з 2005 року є членом робочої групи Комітету у справах національностей Державної Думи, а у 2007 році був нагороджений почесною грамотою Міністерства регіонального розвитку Російської Федерації за внесок у розвиток міжнаціональних відносин у Російській Федерації.
Генріх Мартенс був довіреною особою російського президента Володимира Путіна на президентських виборах 2018 року.
В інтерв'ю телеканалу OstWest у липні 2022 року Ольга Мартенс повідомила, що Міжнародна спілка німецької культури виступила з публічною заявою проти агресивної війни Росії проти України, яка доступна на сайті Stiftung Verbundenheit mit den Deutschen im Ausland.